# San Pablo (tổng)
San Pablo là một tổng trong tỉnh Heredia, Costa Rica. Tổng này có diện tích 7,53 km², dân số năm 2008 là 23370 người..